# Mitología navajo
La mitología del pueblo nativo norteamericano navajo comprende relatos transmitidos oralmente de generación en generación. Cada uno de ellos encuentra un lugar dentro de las varias edades de la historia sagrada y forman la base de la vida y el pensamiento navajo.

## Historia de la creación
La historia de la creación navaja se centra en el área conocida como Dinetah, la tierra natal de los navajos.
Este mito de la creación forma la estructura básica del estilo de vida navajo. El concepto básico del mito de creación navajo comienza con la creación del Sagrado Viento, las brumas de luz que ascendieron a través de la oscuridad para dar vida y propósito a la miríada de Gente Sagrada, supernaturales y sagrados en los tres mundos menores. Todo esto fueron creadas espiritualmente en un tiempo antes de que la Tierra y el aspecto físico de los humanos existiera. Aunque el aspecto espiritual sí existía.
En el primer mundo, la gente insecto empezaron a luchar entre sí, por lo que la Gente Sagrada les ordenó que se marcharan. La gente insecto viajó hacia el segundo mundo y vivieron en paz por un tiempo, pero después de un tiempo volvieron a luchar entre sí y se les ordenó que se marcharan nuevamente. En el tercer mundo la situación se repitió y fueron forzados a viajar hacia el cuarto mundo. En el cuarto mundo, encontraron a los Hopi, quienes vivían allí, y lograron no pelear entre sí o con sus vecinos. Sus cuerpos fueron entonces transformados de una forma insectoide a una forma humana.
Aunque creados en el comienzo, Primera Mujer y Primer Hombre aparecieron, formados de espigas de maíz blanco y amarillo. Existe la separación entre masculino y femenino porque ninguno apreciaba las contribuciones del otro, y esto preparó el terreno para la aparición de los Monstruos que comenzarían a asesinar gente en el próximo mundo.
También aparece Coyote y roba el bebé del Monstruo del Agua, quien entonces provoca un diluvio en el tercer mundo y obliga a los humanos y a la Gente Sagrada a viajar hacia la superficie del quinto mundo a través de una caña hueca. Algunas cosas fueron dejadas atrás y otras fueron traídas para ayudar a la gente a recrear el mundo cada vez que entran en uno nuevo. La Muerte y los Monstruos nacen en este mundo, así como también Mujer Cambiante, quien da a luz los Héroes Gemelos llamados "Matador de Monstruos" e "Hijo de las Aguas", quienes tuvieron muchas aventuras en las cuales ayudaron a librar al mundo de muchos males.
La Gente de la Superficie de la Tierra, mortales, fueron creados en el cuarto mundo, y los dioses les dieron ceremonias que siguen siendo practicadas hoy día.

### Aspectos de la creación
Estos son algunos de los muchos aspectos (representaciones) de la creación, las cuales forman el estilo de vida tradicional navajo.
- Haashch’ééłti’í "Mudo Hablante, Dios Hablante"
- Haashch’éoghan "Dios Casa, Dios que llama, Dios que gruñe"
- La referencia a Ahsonnutli parece ser en realidad Asdzaa Nadleeh, también conocida como Mujer Cambiante o Bikeh Hozho "Su/sus hermosa/s voz/voces?"

## Profecía
El folklore oral navajo advierte sobre el “Tiempo del Fin”. Esperan una Nueva Fe que venga hacia ellos, como el amanecer. Solo unas pocas personas que están listas para el evento lo notarán cuando inicie. Un tiempo después más y más personas lo verán y eventualmente la Tierra entera lo hará.
El cántico navajo detalla los dos signos del nuevo Espíritu:
1) Una Estrella de Nueve Puntas que vendrá del este y unirá a toda la humanida con amor.
2) Un cacique del este tendrá un tocado con doce plumas. Cada pluma simboliza un principio espiritual que él enseñará.
Extracto del Cántico de Unidad Navajo:
En el Día de la Unidad caminarás en belleza; la belleza caminará frente a ti; la belleza caminará detrás de ti; estarás rodeado por belleza. A través de la bellas enseñanzas de un nuevo Profeta de Dios, estos significados se volverán muy claros. El hombre en esta era ha encontrado muchas maneras de crear belleza. Con estas cosas bellas ahora debemos tener mentes bellas. Con mentes bellas tendremos corazones bellos. Con corazones bellos hablaremos con belleza. El hablar de todos los hombres será bello... Aquellos que hablen con habla bello liderarán el mundo a la belleza... El centro de este habla bello viene de una Montaña Sagrada.

## Prácticas

### Hogans
Las viviendas navajas, llamadas hogans, son sagradas y fueron construidas para simbolizar su tierra: los cuatro postes representan las Montañas Sagradas, el suelo es la Madre Tierra, y el techo similar a un domo es el Padre Cielo.

### Cuatro Montañas Sagradas
La religión navaja se diferencia de otras en que debe ser practicada en un área geográfica en particular, conocida como la Dinetah (La tierra natal de los navajos). La gente navajo cree que la Gente Sagrada les instruyó que nunca dejaran la tierra entre cuatro montañas sagradas ubicadas en los estados de Colorado, Nuevo México y Arizona.
- Datos: Q6019651